# Villa Alcarapi
Villa Alcarapi (früher: Estancia Paírumani; auch Vilapampa) ist die Ortschaft einer indigenen Gemeinschaft im Departamento Potosí im Hochland des südamerikanischen Andenstaates Bolivien.

## Lage im Nahraum
Villa Alcarapi ist der zweitgrößte Ort des Kanton Pocoata im Municipio Pocoata in der Provinz Chayanta. Die Ortschaft liegt auf einer Höhe von 3909 m am Zusammenfluss dreier Bachläufe in den Río Wacuni Waykha, der hier in nördlicher Richtung fließt. Die Bachläufe können bei starken Regenfällen so weit anschwellen, dass durch die Überschwemmungen ganze Häuser weggerissen werden und es zu Todesfällen kommen kann.

## Geographie
Villa Alcarapi liegt im zentralen westlichen Abschnitt der bolivianischen Cordillera Central, die sich als Teil der östlichen Anden-Kette zwischen dem Altiplano im Westen und dem bolivianischen Tiefland im Osten erstreckt. Das Klima der Region ist ein typisches Tageszeitenklima, bei dem die mittleren Temperaturen im Tagesverlauf stärker schwanken als im Jahresverlauf.
Die Jahresdurchschnittstemperatur der Region liegt bei 4 °C (siehe Klimadiagramm Cruce Culta) und schwankt zwischen 0 °C im Juni und Juli und 6 °C von November bis Januar. Der Jahresniederschlag beträgt nur 350 mm, bei einer ausgeprägten Trockenzeit von April bis Oktober mit Monatsniederschlägen unter 15 mm und nennenswerten Niederschlägen nur von Dezember bis März mit 60 bis 80 mm Monatsniederschlag.

## Verkehrsnetz
Villa Alcarapi liegt in einer Entfernung von 150 Straßenkilometern nördlich von Potosí, der Hauptstadt des gleichnamigen Departamentos.
Von Potosí aus führt die Nationalstraße Ruta 1 in nördlicher Richtung über Tarapaya, Yocalla und Cruce Culta weiter nach Oruro und El Alto, der Nachbarstadt von La Paz, und nach Desaguadero am Titicaca-See.
In Cruce Culta (früher: Ventilla) führt eine asphaltierte Landstraße von der Hauptstraße nach Norden über Pampa Colorada nach Macha. Fünfzehn Kilometern nördlich von Cruce Culta zweigt bei der Siedlung Uluchi eine unbefestigte Landstraße nach Nordwesten ab, die über Bandurani, Vila Vila nach weiteren 31 Kilometern Villa Alcarapi erreicht.

## Bevölkerung
Die Einwohnerzahl der Ortschaft ist in dem Jahrzehnt zwischen den beiden letzten Volkszählungen rapide angestiegen:
| Jahr | Einwohner         | Quelle       |
| ---- | ----------------- | ------------ |
| 1992 | keine Detaildaten | Volkszählung |
| 2001 | 129               | Volkszählung |
| 2012 | 1098              | Volkszählung |
| 2024 |                   | Volkszählung |

Die Region weist einen deutlichen Anteil an Quechua-Bevölkerung auf, im Municipio Pocoata sprechen 81 Prozent der Bevölkerung Quechua.
Im Jahr 2000 kam es in der Ortschaft zwischen Angehörigen der Volksgruppen der Oaqachaca und Chocaya zu gewalttätigen Auseinandersetzungen, als etwa 1000 Oaqachaca mit Gewehren bewaffnet in Villa Alcarapi einfielen, Frauen misshandelten, Ortsbewohner verwundeten und eine unbestimmte Menge an Vieh stahlen.